# Airbus Sagitta
Airbus Sagitta – doświadczalny aparat bezzałogowy firmy Airbus Defence and Space, przeznaczony do badań nowych technologii, mogących zostać użytych w rozwoju i budowie kolejnych generacji bezzałogowych maszyn.

## Historia
Pierwotny projekt, którego efektem jest demonstrator Sagitta rozpoczął się od studium wykonalności różnych konfiguracji latającego skrzydła w ramach programu „Open Innovation”. Program został uruchomiony przez Airbusa w 2010 roku a jego celem było zaangażowanie ośrodków naukowych i akademickich w rozwój technologii lotniczych. Za prace koncepcyjne i konstruktorskie odpowiadały zespoły z Uniwersytetu Technicznego w Chemnitz, Uniwersytetu Technicznego w Monachium, Uniwersytetu Bundeswehry w Monachium, Uniwersytetu Nauk Stosowanych w Ingolstadt oraz Niemieckiej Agencji Kosmicznej. Airbus odpowiadał za koordynację prac pomiędzy ośrodkami i wsparcie przemysłowe. Efektem prowadzonych prac była budowa demonstratora technologii w układzie latającego skrzydła, napędzanego dwoma silnikami odrzutowymi i zdwojonym usterzeniem pionowym. Za budowę samolotu odpowiadało centrum Airbusa zlokalizowane w Manching. Gotowy demonstrator wzniósł się do swojego pierwszego lotu w lipcu 2017 roku.